# Подмяната
Подмяната (на английски: Changeling) е американски трилър от 2008 г., режисиран от Клинт Истуд и сценарист Дж. Майкъл Страцински. Филмът е направен от „Имаджин Ентъртейнмънт“ и „Малпасо Пръдакшънс“ за „Универсал Пикчърс“. Първоначално за режисьор е избран Рон Хауърд, но поради конфликт с графиците, той е заменен от Истуд. Хауърд и неговият партньор от Имаджин – Брайън Грейзър, са продуценти, заедно с Робърт Лоренц от Малпасо и самият Истуд.
Действието на филма се развива през 1928 г. в Лос Анджелис.
Страцински научава за случая чрез контакти в Кметство Лос Анджелис. В продължение на една година преди да напише сценария, чиято по-голяма част е от историческите записи, той проучва градските архиви. Сценарият, по който е заснет филмът, е непроменената първа чернова на Страцински. Това е неговият първи филмов сценарий. Първото заснемане започва на 15 октомври 2007 година, в Лос Анджелис и в южна Калифорния. Актьори и членове на екипа си припомнят какво спокойствие е царяло на площадката и през кратките работни дни.
Анджелина Джоли е избрана за главната роля, от части защото Истуд смята, че лицето ѝ е подходящо за времевия период на филма. Няколко актьори се явяват за ролята. Джефри Донован, Джон Малкович, Джейсън Бътлър Харнър, Ейми Райън, Майкъл Кели, Колм Фиори и Питър Герети също участват. Повечето от героите са базирани на техните съответствия в реалния живот, докато някои са измислени. „Подмяната“ е показан за първи път на Филмовия фестивал в Кан през 2008, на 20 май, където среща одобрението на критиците. Широкото разпростренение на филма е посрещнато с доста по-смесен отзвук, отколкото в Кан. Актьорската игра и историята са доста хвалени, докато стандартното представяне и липсата на нюанси са подложени на критика.
 Внимание:  Текстът по-долу разкрива сюжета на произведението (или части от него)!
През 1928 г., в Лос Анджелис, самотната майка Кристин Колинс (Джоли) се връща един ден вкъщи, за да открие, че деветгодишният ѝ син, Уолтър (Грифит), е изчезнал. Отец Густав Бриглиб (Малкович) дава гласност на бедата на младата жена и нейното нагодуване срещу Полицията на Лос Анджелис поради тяхната некомпетентност, корпуция и извънседбни наказания, раздавани от „Въоръженият отряд“, ръководен от началник Джеймс Е. Дейвис (Феоре). Няколко месеца по-късно, казват на Кристин, че синът ѝ е открит жив. Полицията организира публична среща, вярвайки че положителната публичност ще повлияе добре на скорошните критики към управлението. Въпреки че „Уолтър“ (Конти) твърди, че е синът на Кристин, тя казва, че не е. Капитан Джей Джей Джоунс (Донован), началник на отдела за малолетни към полицията, настоява, че момчето е Уолтър и принуждава Кристин да го прибере вкъщи за „пробен период“.
Когато Кристин твърди, че има физически различия между „Уолтър“ и сина ѝ, Джоунс изпраща лекар да я провери. Той казва на Кристин, че „Уолтър“ е по-нисък заради травма, следствие на която гръбнакът му се е свил, а мъжът, който е отвлякъл Уолтър го е обрязал. Вестниците публикуват история, в която обвиняват Кристин, че е неспособна майка. Кристин се среща с Бриглиб, който ѝ казва, че това е постановка на полицията, която цели да я дискредитира. Той също ѝ казва, че корупцията е широко разпространена в полицията, и че „Въоръженият отряд“ управлява улиците на града. Учителката и зъболекарят на Уолтър дават на Кристин подписани писма, потвърждаващи, че „Уолтър“ е измамник. Кристин организира пресконференция, на която разказва своята история. По заповед на Джоунс, Кристин е отведена в психиатричната клиника на Лос Анджелис. Там тя се сприятелява с пациентката Карол Декстър (Райън), която ѝ казва, че тя е една от няколкото жени, затворени заради това, че са се изправили срещу полицията. Д-р Стийл (О'Хеър) смята, че Кристин халюцинира и я принуждава да взема таблетки за регулиране на състоянието. Стийл казва, че ще я освободи, ако тя признае, че е сгрешила за „Уолтър“. Кристин отказва.
Детектив Ибара (Кели) е повикан в едно ранчо в Уайнвил (днес Мира Лома), Калифорния, да организира депортирането на 15-годишния Санфорд Кларк до Канада. Чичото на момчето, Гордън Норткот (Харнър) среща Ибара по пътя му и заради това избягва. Кларк разказва на детектива, че Норткот го е принудил да участва в отвличанията и убийствата на близо 20 деца и идентифицира Уолтър като едно от тях. Джоунс казва на Бриглиб, че Кристин е принудително задържана, за нейно добро, тъй като е преживяла психически срив. Джоунс заповядва Кларк да бъде депортиран, но Ибара успява да накара момчето да разкрие мястото на убийствата. Бриглиб урежда освобождаването на Кристин, като показва на д-р Стийл вестник, в който са разказани детайли за убийствата в Уайнвил и Уолтър е назован като възможна жертва. „Уолтър“ разкрива, че е искал да си осигури транспорт до Лос Анджелис, за да види любимия си актьор Том Микс, и твърди, че полицията му е казала да лъже, че е синът на Кристин. Норткот е заловен във Ванкувър, Канада. Кристин си наема адвокат (Пиърсън), който да осигури съдебна заповед за освобождаването на всички жени, неправомерно затворени от полицията.
В деня на изслушването на делото в съда Кристин и Бриглиб избягва от полицията, вярвайки, че те ще опитат да я спрат да не свидетелства. Извън сградата те попадат на хиляди протестиращи, искащи отговори от града. Изслушването е накъсано от сцени от делото на Норткот. Съдът заключава, че Джоунс и Дейвис трябва да бъдат свалени от пост и извънсъдебните случаи на интерниране от полицията, трябва да бъдат преразгледани. Норткот е обявен за виновен за убийство и е осъден на смърт чрез обесване. Две години по-късно Кристин все още не се е отказала да търси Уолтър. Съобщават ѝ, че Норткот иска да си признае за убийството на Уолтър, само при услоие, че Кристин се срещне с него преди екзекуцията. Норткот отказва да ѝ каже дали е убил сина ѝ и е екзекутиран на следващия ден. През 1935 година Дейвид Клей – едно от момчетата, смятани за убити – е открит жив. Той разказва, че едно от момчетата, с които е бил затворен, е Уолтър. Дейвид, Уолтър и още едно момче успяват да избягат, но се разделят след това. Дейвид не знае дали Уолтър е заловен отново, което дава надежда на Кристин, че може би синът ѝ е жив.